# Joachim Knebel
Joachim U. Knebel (* 30. August 1962 in Basel) ist ein deutscher Maschinenbauingenieur und Bereichsleiter Maschinenbau und Elektrotechnik am Karlsruher Institut für Technologie (KIT).

## Leben und Wirken
Nach seinem Abitur studierte Knebel theoretischen Maschinenbau an der Universität Karlsruhe und promovierte 1993 mit der Dissertation Experimentelle Untersuchungen in turbulenten Auftriebsstrahlen in Natrium zum Dr.-Ing. an der gleichen Universität. Ab 1989 war er Wissenschaftlicher Angestellter am Institut für Reaktorbauelemente (IRB), dann Abteilungsleiter am Institut für Kern- und Energietechnik (IKET) des Forschungszentrums Karlsruhe.
Nach einem Forschungsaufenthalt in Japan bei JAEA Tokai zur Flow Instabilities in Boiling Water Reactors, wurde er 2002 Leiter des Programms Nukleare Sicherheitsforschung (NUKLEAR) des Forschungszentrums
Karlsruhe zeitweise kommissarischer Leiter des Instituts für Reaktorsicherheit sowie des Instituts für Strahlenforschung am KIT und 2010 Chief Science Officer (CSO-4), Bereich 4 des KIT.
Seit 2014 ist Knebel Bereichsleiter Maschinenbau und Elektrotechnik im KIT mit einer Zuständigkeit für die beiden KIT-Fakultäten Maschinenbau sowie Elektrotechnik und Informationstechnik, den Forschungsbereich Energie sowie die 32 zugehörigen Institute. Er ist Autor und Koautor bei mehr als 160 Publikationen.

### Aufgaben und Engagements (Auswahl)
- Seit 09/2009 Mitglied im Management Board des Forschungsbereichs „Energie“ der Helmholtz-Gemeinschaft[1]
- Seit 2010 Kontaktperson für Deutschland in “Joint Implementation of Broader Approach (BA) Activities in the field of Fusion Energy Research”
- Seit 2015 Mitbegründer der internationalen Initiative „Affordable Energy for Humanity“ (AE4A)[3]
- Seit 2015 Mitglied in der Jury Symposium „Energie-Campus“ der Stiftung Energie & Klimaschutz Baden-Württemberg[4]
- Seit 09/2016 Vertreter des KIT im Direktorium des nationalen Kopernikus-Projektes „Neue EnergieNetzStruktURen für die Energiewende (ENSURE)“, Phase I und Phase II[5]
- Seit 2017 Vertreter des KIT im Direktorium des Forschungsverbundes Erneuerbare Energien (FVEE) sowie im Programmkomitee der FVEE-Jahrestagung[6]

## Ehrungen und Auszeichnungen
- Auszeichnung mit dem Europäischen Wissenschafts-Kulturpreis der Europäischen Kulturstiftung Pro Europa 2011[7]
- Professor h.c. der Universität St. Petersburg seit 2013

## Publikationen (Auswahl)
- Experimentelle Untersuchungen in turbulenten Auftriebsstrahlen in Natrium KIT, Karlsruhe 2018
- Elektromobilität und Energiespeicher, Urbane Mobilität der Zukunft Karlsruhe 2015
- Energy Perspectives for Germany and Europe Researchers View, Montreal 2014
- Forschung zur Endlagerung am KIT im Rahmen des Helmholtz Programms NUSAFE, Karlsruhe 2014
- Rohstoffe im Spannungsfeld von Wachstum und Nachhaltigkeit, Dresden 2013